# Ahafijiwka
Ahafijiwka (ukr. Агафіївка) – wieś na Ukrainie, w obwodzie odeskim, w rejonie podolskim, w hromadzie Lubasziwka. W 2001 liczyła 437 mieszkańców, spośród których 428 wskazało jako ojczysty język ukraiński, 3 rosyjski, 5 mołdawski, a 1 białoruski.